# Lucentum

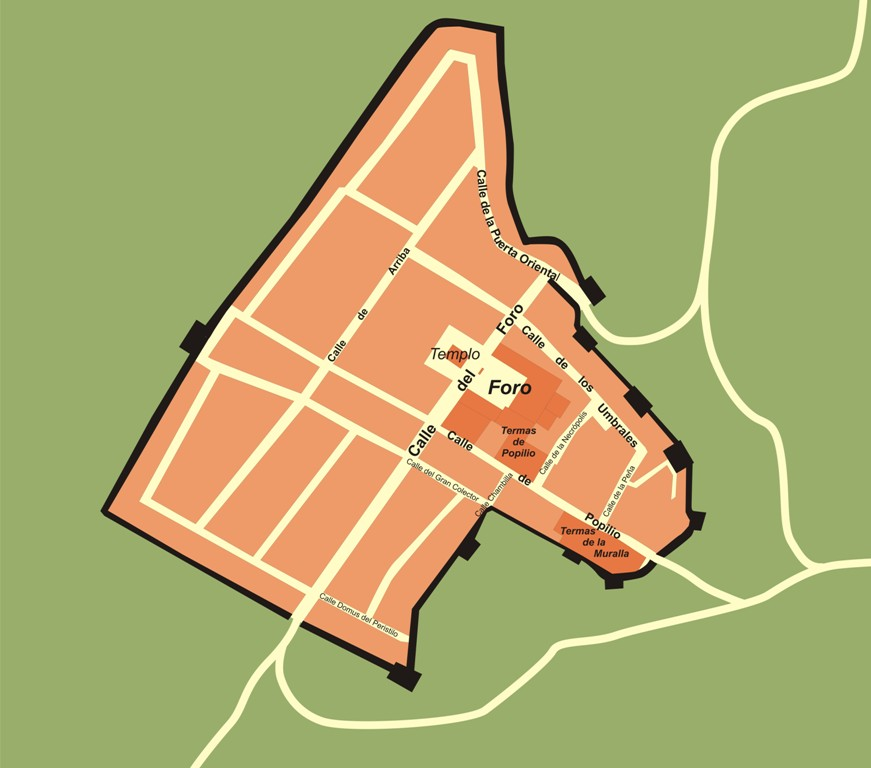
Plan des antiken Lucentum

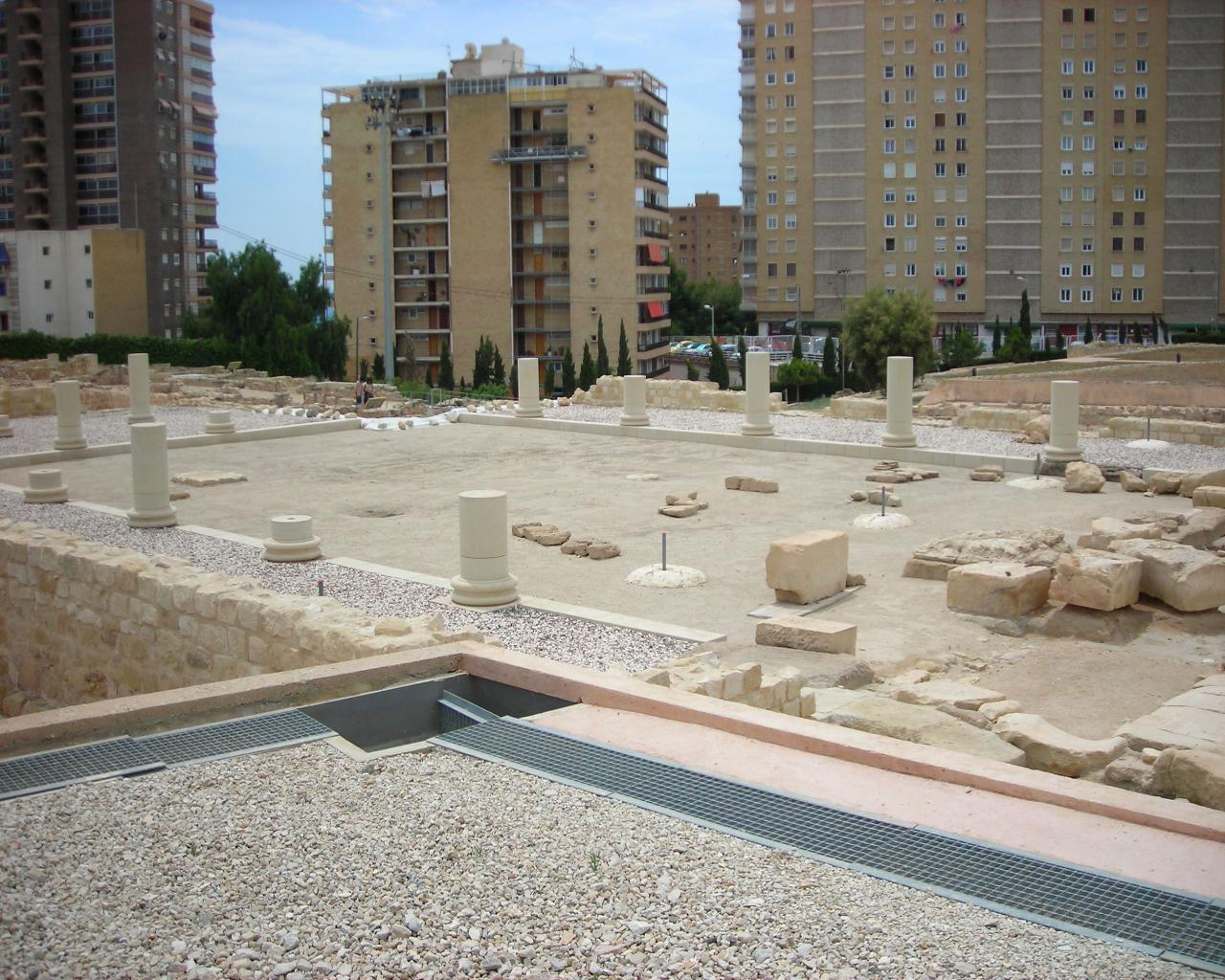
Überreste des Forums von Lucentum inmitten eines modernen Wohngebiets

Lucentum war eine antike Stadt im heutigen Spanien. Es handelt sich um die Vorgängersiedlung der heutigen Stadt Alicante. Die Reste von Lucentum liegen etwa 3 Kilometer nördlich des heutigen Stadtzentrums.
Die ältesten archäologischen Reste der Stadt datieren an das Ende des 5. oder an den Beginn des 4. Jahrhunderts v. Chr. Die eigentliche Stadtgründung geht wahrscheinlich auf die zweite Hälfte des 3. Jahrhunderts v. Chr. zurück. Es wurde eine Mauer errichtet, die etwa 3 Hektar auf einem Hügel einschloss. Eine zweite Außenmauer wurde in etwa 10 Meter Abstand davor errichtet. Hausreste zeigen punischen Einfluss. Bei der Stadt handelt es sich wahrscheinlich um eine karthagische Gründung; sie ist mit Akra Leuka (griechisch: Ἄκρα Λευκή = „weißer Berg“ oder „weißer Punkt“), das aus literarischen Quellen bekannt ist, zu identifizieren. Als Gründungsjahr werden 325 und 324 v. Chr. angegeben. Die Architektur steht stark unter punischem, aber auch hellenistischem Einfluss.
Im 2. Jahrhundert v. Chr. wurde der Ort zerstört und wahrscheinlich auch zum großen Teil für kurze Zeit verlassen. Dies war sicherlich eine Folge des Zweiten Punischen Krieges. Am Ende des 2. Jahrhunderts v. Chr. wurde die Festung wieder neu errichtet. Der Charakter des Ortes in dieser Zeit ist unklar, doch wird er rein militärische Funktionen gehabt haben. 201 v. Chr. wurde die Festung von den Römern erobert, die es Lucentum nannten. Am Ende des 1. Jahrhunderts v. Chr. wurde der Ort zu einer Stadt ausgebaut und erhielt ein Forum. Für das 1. Jahrhundert n. Chr. ist der Status als Stadt (Municipium) belegt. Sie erhielt einen schachbrettartigen Stadtplan. Außerhalb der kleinen Stadt entstanden Vororte, vor allem zum Meer hin.
Schon am Ende des 1. Jahrhunderts n. Chr. ist ein Niedergang zu beobachten. Im 3. Jahrhundert war die Stadt weitestgehend verlassen. Eine Besiedlung erfolgt erst wieder im 8. Jahrhundert durch die Mauren.